# 줄무늬얼굴과일박쥐속
줄무늬얼굴과일박쥐속(Styloctenium)은 큰박쥐과에 속하는 박쥐 속의 하나이다. 2종으로 이루어져 있다.

## 특징
전완장이 103.2~114mm인 보통 크기의 박쥐다. 두개골은 왕박쥐속 박쥐와 유사하다.

## 분포 및 서식지
필리핀 민도로섬과 술라웨시섬 그리고 인근 제도에 널리 분포한다.

## 하위 종
- 민도로줄무늬얼굴과일박쥐 (S. mindorensis)
- 술라웨시줄무늬얼굴과일박쥐 (S. wallacei)